# Saint-Bonnet-Tronçais
Saint-Bonnet-Tronçais és un municipi francès, situat al departament de l'Alier i a la regió d'Alvèrnia-Roine-Alps. L'any 2007 tenia 760 habitants.

## Demografia

### Població
El 2007 la població de fet de Saint-Bonnet-Tronçais era de 760 persones. Hi havia 350 famílies de les quals 126 eren unipersonals (53 homes vivint sols i 73 dones vivint soles), 126 parelles sense fills, 49 parelles amb fills i 49 famílies monoparentals amb fills.
La població ha evolucionat segons el següent gràfic:
Habitants censats

### Habitatges
El 2007 hi havia 544 habitatges, 348 eren l'habitatge principal de la família, 128 eren segones residències i 67 estaven desocupats. 495 eren cases i 44 eren apartaments. Dels 348 habitatges principals, 244 estaven ocupats pels seus propietaris, 91 estaven llogats i ocupats pels llogaters i 13 estaven cedits a títol gratuït; 9 tenien una cambra, 35 en tenien dues, 88 en tenien tres, 99 en tenien quatre i 116 en tenien cinc o més. 234 habitatges disposaven pel capbaix d'una plaça de pàrquing. A 175 habitatges hi havia un automòbil i a 136 n'hi havia dos o més.

### Piràmide de població
La piràmide de població per edats i sexe el 2009 era:
| Homes | Edats   | Dones |
| ----- | ------- | ----- |
| 0     | 95 o +  | 8     |
| 0     | 90 a 94 | 28    |
| 12    | 85 a 89 | 12    |
| 4     | 80 a 84 | 24    |
| 24    | 75 a 79 | 36    |
| 8     | 70 a 74 | 24    |
| 40    | 65 a 69 | 32    |
| 44    | 60 a 64 | 36    |
| 20    | 55 a 59 | 12    |
| 20    | 50 a 54 | 8     |
| 40    | 45 a 49 | 28    |
| 28    | 40 a 44 | 28    |
| 20    | 35 a 39 | 32    |
| 24    | 30 a 34 | 12    |
| 12    | 25 a 29 | 16    |
| 12    | 20 a 24 | 20    |
| 16    | 15 a 19 | 32    |
| 16    | 10 a 14 | 16    |
| 32    | 5 a 9   | 12    |
| 4     | 0 a 4   | 24    |

## Economia
El 2007 la població en edat de treballar era de 408 persones, 280 eren actives i 128 eren inactives. De les 280 persones actives 248 estaven ocupades (124 homes i 124 dones) i 32 estaven aturades (14 homes i 18 dones). De les 128 persones inactives 60 estaven jubilades, 20 estaven estudiant i 48 estaven classificades com a «altres inactius».

### Ingressos
El 2009 a Saint-Bonnet-Tronçais hi havia 345 unitats fiscals que integraven 678 persones, la mediana anual d'ingressos fiscals per persona era de 16.610 €.

### Activitats econòmiques
Dels 42 establiments que hi havia el 2007, 1 era d'una empresa alimentària, 1 d'una empresa de fabricació de material elèctric, 2 d'empreses de fabricació d'altres productes industrials, 6 d'empreses de construcció, 6 d'empreses de comerç i reparació d'automòbils, 2 d'empreses de transport, 7 d'empreses d'hostatgeria i restauració, 1 d'una empresa financera, 1 d'una empresa immobiliària, 3 d'empreses de serveis, 8 d'entitats de l'administració pública i 4 d'empreses classificades com a «altres activitats de serveis».
Dels 10 establiments de servei als particulars que hi havia el 2009, 1 era una oficina de correu, 1 paleta, 2 guixaires pintors, 1 lampisteria, 1 electricista, 1 perruqueria i 3 restaurants.
Dels 4 establiments comercials que hi havia el 2009, 1 era una botiga de més de 120 m², 1 una fleca, 1 una llibreria i 1 un drogueria.
L'any 2000 a Saint-Bonnet-Tronçais hi havia 24 explotacions agrícoles que ocupaven un total de 1.090 hectàrees.

## Equipaments sanitaris i escolars
El 2009 hi havia 1 farmàcia i 1 ambulància.
El 2009 hi havia 1 escola maternal integrada dins d'un grup escolar amb les comunes properes formant una escola dispersa i 1 escola elemental integrada dins d'un grup escolar amb les comunes properes formant una escola dispersa.

## Poblacions més properes
El següent diagrama mostra les poblacions més properes.